# علی‌محمد غریبانی
علی‌محمد غریبانی نماینده پیشین اردبیل در مجلس شورای اسلامی در دوره‌های دوم و  سوم و چهارم و ششم و استاندار پیشین استان آذربایجان غربی در سال‌های ۷۸–۱۳۷۶ است.

## استاندار آذربایجان غربی
وی در دولت هفتم و دولت نخست خاتمی به عنوان استاندار آذربایجان غربی منصوب شد. در این دوران صدور مجوز تجمع در مقابل کنسولگری ترکیه در ارومیه پس‌از دستگیری عبدالله اوجالان، رهبر پ.ک. ک توسط دولت ترکیه، موجب واکنش حجت‌الاسلام حسنی شد، بطوریکه حسنی عنوان کرد در صورت برگزاری هرگونه تجمع، در مقابل اغتشاش‌گران خواهد ایستاد.

## هفته نامه مبین
هفته نامه مبین با صاحب امتیازی غریبانی به دلیل انتشار مطالبی در مورد قتل‌های زنجیره ای توقیف شده و غریبانی در سال ۱۳۸۶، هفت سال پس از توقف نشریه فوق، با شکایت سازمان قضایی نیروهای مسلح، رئیس وقت ستاد مشترک سپاه پاسداران انقلاب اسلامی و معاون وقت دادگستری استان تهران در مورد اتهامات «تبلیغ علیه نظام»، «درج شایعات»، «انتشار مطالب خلاف واقع»، «توهین و افترا»، «زیر سؤال بردن دستگاه قضایی، مجلس، شورای نگهبان و قانون اساسی» محاکمه شد.

## انتخابات ۱۳۸۸
غریبانی در انتخابات دهمین دورهٔ ریاست جمهوری، به‌عنوان جانشین افشار سلیمانی، رئیس ستاد انتخاباتی میرحسین موسوی در استان اردبیل شد.